# Synaspismos
Synaspismos (řecky Συνασπισμός, zkráceně SYN, řecky ΣΥΝ) byla řecká politická strana, ideologicky se hlásící k radikální tzv. nové levici. Existovala v letech 1991–2013.

## Historie
Strana byla založena v roce 1991 a do roku 2003 byla známá jako Koalice levice a pokroku (řecky Συνασπισμός της Αριστεράς και της Προόδου). Byla největší stranou v roce 2004 vzniklé řecké Koalice radikální levice (SYRIZA) a ve stejném roce se zařadila k zakládajícím členům evropské Strany evropské levice. V roce 2013 byla Synaspismos rozpuštěna.